# Paul Edwards (Leichtathlet)
Paul Edwards (Paul Michael Edwards; * 16. Februar 1959 in Chiswick) ist ein ehemaliger britischer Kugelstoßer.

## Karriere
Bei den Olympischen Spielen 1988 in Seoul schied er in der Qualifikation aus.
1990 gewann er für Wales startend Bronze bei den Commonwealth Games in Auckland. Bei den Europameisterschaften in Split scheiterte er in der Vorrunde.
1991 wurde er jeweils Zehnter bei den Hallenweltmeisterschaften in Sevilla und bei den Weltmeisterschaften in Tokio.
Im Jahr darauf wurde er Achter bei den Halleneuropameisterschaften 1992 in Genua. Bei den Olympischen Spielen in Barcelona kam er nicht über die erste Runde hinaus, und beim Weltcup in Havanna wurde er Fünfter.
1993 wurde er Neunter bei den Hallenweltmeisterschaften in Toronto und schied bei den Weltmeisterschaften in Stuttgart in der Qualifikation aus.
Bei den Europameisterschaften 1994 in Helsinki wurde positiv auf anabole Steroide getestet, die auch in einer weiteren wenige Tage später abgenommenen Dopingprobe nachgewiesen wurden. Wegen dieses Verstoßes gegen die Dopingbestimmungen wurde er für vier Jahre gesperrt. Edwards behauptete, dass eine von ihm versehentlich getrunkene Flasche Shampoo dieses Ergebnis verursacht habe. Nachdem er vor Ablauf der Sperre 1997 positiv auf Testosteron getestet wurde, wurde er lebenslang von Wettkämpfen ausgeschlossen. Eine 2013 eingereichte Klage, in der Edwards Unregelmäßigkeiten bei diesem Test reklamierte, wurde wegen Verjährung abgewiesen.
Im Kugelstoßen wurde er fünfmal Englischer Meister (1987, 1990–1992, 1994), sechsmal Englischer Hallenmeister (1988, 1990–1994) und fünfmal Britischer Meister (1989–1993). Fünfmal wurde er Walisischer Meister im Kugelstoßen (1986–1990), dreimal im Diskuswurf (1986, 1988, 1990) und einmal im Zehnkampf (1981).

## Persönliche Bestleistungen
- Kugelstoßen: 20,33 m, 9. Juli 1991, Roehampton
  - Halle: 19,47 m, 6. Februar 1994, Wien
- Diskuswurf: 57,12 m, 10. August 1988, London
- Zehnkampf: 7268 Punkte, 14. August 1983, Bonn